# Āq Zabīr
Āq Zabīr (persiska: اقزبير, آق زبير) är en ort i Iran.   Den ligger i provinsen Golestan, i den norra delen av landet, 300 km nordost om huvudstaden Teheran. Antalet invånare är 789.
Terrängen runt Āq Zabīr är mycket platt. Runt Āq Zabīr är det ganska tätbefolkat, med 207 invånare per kvadratkilometer. Närmaste större samhälle är Āq Qalā, 11,8 km sydväst om Āq Zabīr. Trakten runt Āq Zabīr består till största delen av jordbruksmark.